# Rudolf Schlichter
Rudolf Schlichter   (Calw, 6 de dezembro de 1890 – Munique, 3 de maio de 1955) foi um artista alemão considerado um dos mais importantes representantes do movimento Neue Sachlichkeit (Nova objetividade).
Após aprender como pintor de esmaltes numa fábrica de Pforzheim acudiu à escola de artes e ofícios de Stuttgart. Posteriormente estudou com Hans Thoma e Wilhelm Trübner na Academia de Karlsruhe. Chamado ao serviço militar durante a Primeira guerra mundial, efetuou uma greve de fome para segurar uma pronta libertação, e em 1919 mudou-se para Berlim onde se uniu ao Partido Comunista da Alemanha e o grupo "novembro". Interveio numa féria dadá em 1920 e trabalhou como ilustrador para vários jornais. 
Uma obra principal deste período é o seu Estudo de telhado dadá, uma aquarela que mostrava uma série de figuras no alto de um telhado de cidade. Em torno de uma mesa sentam-se uma mulher com dois homens que levam chapéus de taça. Um dos homens tem uma prótese em lugar de uma mão e o outro, ao que também lhe falta uma mão, parece ao ser olhado detidamente, um manequim. Outras duas figuras com máscaras de gás podem também ser manequins. Uma criança sustém um cubo e uma mulher que leva sapatos altos (parece que Schlichter desenvolveu um fetichismo pelos sapatos)) permanece sobre um pedestal, fazendo gestos inexplicáveis.
Em 1925 Schlichter participou na exposição "Neu Sachlichkeit" na Kunsthalle de Mannheim. A sua obra deste período é realista, um exemplo disso é o seu Retrato de Margot (1924) atualmente no Museu Märkisches de Berlim. Representa uma prostituta que frequentemente posou para Schlichter, de pé numa rua abandonada e sustendo um charuto.
Quando Hitler subiu ao poder, as suas atividades ficaram seriamente limitadas. Em 1935 regressou para Stuttgart, e quatro anos mais tarde para Munique. Em 1937 as suas obras foram qualificadas de arte degenerada, e em 1939 as autoridades nazistas proibiram-lhe expor. A sua oficina foi destruída por bombas aliadas em 1942.
No final da guerra, Schlichter voltou a empreender a exposição do seus quadros, que agora tinham um estilo surrealista. 